# Mirriah (département)
Mirriah est un département du sud du Niger, situé dans la région de Zinder.

## Géographie

### Administration
Mirriah est un département de 3 692 km2 de la région de Zinder.

Son chef-lieu est Mirriah.
Son territoire se décompose en 8 communes depuis 2012:
- Communes urbaine : Mirriah
- Communes rurales : Dogo, Droum, Gaffati, Gouna, Hamdara, Kolléram, Zermou

### Situation

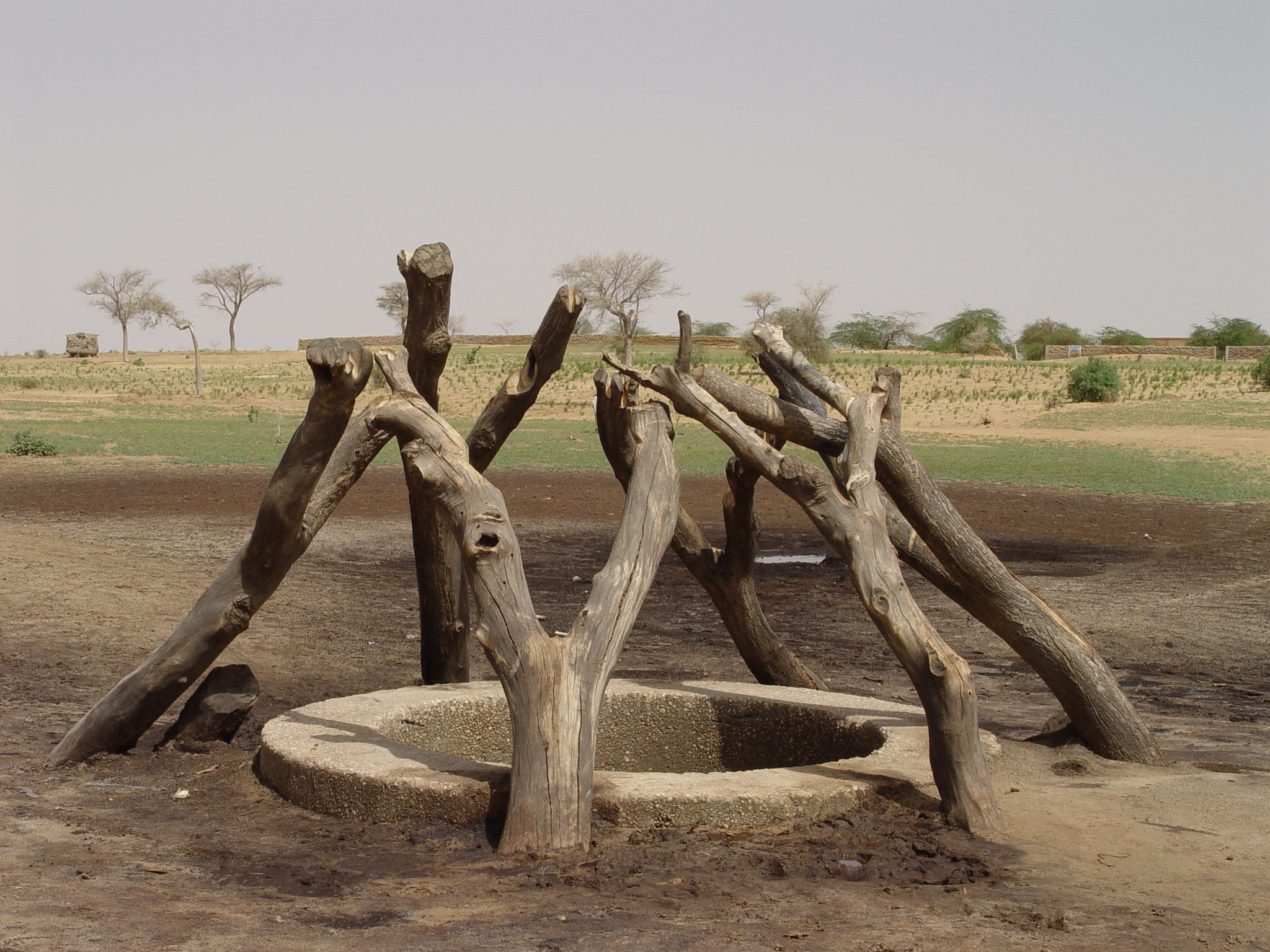
Un puits pastoral aux environs de Zinder.

Le département de Mirriah est entouré par :
- au nord : le département de Tanout,
- à l'est : le département de Gouré,
- au sud : les départements de Magaria et Kantché,
- à l'ouest : la région de Maradi (département de Tessaoua).

## Population
La population est estimée à 1 080 589 habitants en 2011.
C'est le département le plus peuplé du Niger.

## Histoire
Après l'indépendance du Niger, l'arrondissement de Mirriah est l'un des 32 arrondissements du pays, et l'un des cinq arrondissements du département de Zinder établis en 1964.
Le canton de Mirriah est situé à 18 km à l’Est de Zinder. Mirriah est à la fois le chef-lieu du département, de la commune urbaine et du canton qui porte le même nom. La population est essentiellement composée d’agriculteurs. La production maraichère est prolifique du fait de la présence des koris. Mirriah est aussi connu pour sa poterie. D’autres activités notamment l’élevage et le commerce y sont pratiqués. Le canton de Mirriah est l’un des plus anciens de la région. Il existait bien avant le sultanat du Damagaram.